# Wunderland bei Nacht
Wunderland bei Nacht è un singolo del musicista tedesco Bert Kaempfert, pubblicato nel 1959. Il singolo è conosciuto anche con il titolo anglicizzato Wonderland by Night.

## Descrizione
Il singolo esce nel 1959 con il titolo originale tedesco Wunderland bei Nacht, raggiungendo il 9º posto della classifica della Germania Ovest.
Con il titolo anglesizzato di Wonderland by Night, il singolo raggiunse il 1º posto della classifica di Billboard a partire dal 9 gennaio 1961 e mantenendolo per tre settimane. Il brano fu il primo grande successo di Kaempfert e della sua orchestra.

## Classifiche
| Chart (1960)   | Posizione massima |
| -------------- | ----------------- |
| Germania Ovest | 9                 |

| Chart (1961) | Posizione massima |
| ------------ | ----------------- |
| Stati Uniti  | 1                 |

## Cover
- Una cover registrata da Louis Prima, raggiunse nel 1961 anno, il 15º posto della classifica di Billboard.
- Una versione di Anita Bryant raggiunse il 18º posto nella Pop Chart statunitense.
- Engelbert Humperdinck registrò anch'egli una versione vocale della canzone nel suo album del 1968, A Man Without Love.